# STS-35
إس تي إس-35 (بالإنجليزية: STS-35)‏ الرحلة الثامنة والثلاثون ضمن برنامج مكوك الفضاء لوكالة ناسا، والرحلة العاشرة على متن مكوك الفضاء كولومبيا، انطلقت الرحلة في 2 ديسمبر 1990 من مركز كينيدي للفضاء ، وهبطت بتاريخ 11 ديسمبر في قاعدة إدواردز الجوية، تم خلال الرحلة اطلاق مختبر فضاء يتكون من أربعة تلسكوبات، لملاحظة موجات طيف الكرة السماوية في الأشعة فوق البنفسجية والأشعة السينية، بلغ عدد الرواد المشاركين في الرحلة سبعة رواد.